# Hageniella micans
Hageniella micans är en bladmossart som beskrevs av Benito C. Tan och Jia Yu 1999. Enligt Catalogue of Life ingår Hageniella micans i släktet Hageniella och familjen Sematophyllaceae, men enligt Dyntaxa är tillhörigheten istället släktet Hageniella och familjen Sematophyllaceae. Arten har ej påträffats i Sverige. Inga underarter finns listade i Catalogue of Life.